# Iraía
Ne doit pas être confondu avec Iria.
Iraía (en grec moderne : Ηραία) est une ancienne commune d’Arcadie, située aux confins du Péloponnèse, en Grèce. Par l’effet de la réforme administrative de 2011, dite Plan Kallikratis, la commune a été supprimée et fait partie désormais du dème de Gortynie. Comprenant autrefois 27 villages, et ayant pour chef-lieu Paloumpa, cette ancienne commune compte, selon le recensement de 2001, 3063 habitants et est constituée des localités suivantes : Agios Ioannis, Arachova, Chrysochori, Kakouraiika, Kokkinorrachi, Kokkoras, Liodora, Loutra Iraias, Lykourésis, Lyssaréa, Ochthia, Paloumpa, Psari, Pyrris, Raftis, Sarakini et Servos. 
La commune avait été nommée d’après l’antique cité d'Héraia. Dans le livre VII de son Périégèse, consacré à l’Arcadie, le géographe Pausanias donne une description des anciennes cités florissantes de Héraia et de Mélainéai et des édifices qui s’y trouvaient. Des fouilles effectuées près de la localité de Lyssaréao ont mis au jour des vestiges de bâtiments, des mosaïques, ainsi que des pièces de monnaie en or et en argent.

## Personnalité originaire de la commune
Le cinéaste grec et français Konstantínos Gavrás (Κωνσταντίνος Γαβράς), dit Costa-Gavras, est né à Loutra-Iraias le 12 février 1933.